# BV.15000型外銷泰國守車
BV.15000型外銷泰國守車是臺灣鐵路管理局所製作的一種鐵路貨車，為小型守車，亦是臺北機廠自製外銷的第一款軌道車輛。該一批100輛守車外銷至泰國，泰國國家鐵路局將這批守車編號為BV. 15001-15100。

## 概要
1963年8月，泰國開放國際投標承製100輛貨物守車，臺灣鐵路管理局臺北機廠參與競標，與22家廠商競爭，最終成功承製泰國守車100輛（編號BV.15001-BV.15100），總價值超過50萬美元。
根據臺灣鐵道文化研究者洪致文指出，此次承製泰國守車合約於1964年5月29日，由時任機廠廠長劉近義在曼谷與泰國國家鐵路局簽訂，總價款為53萬零9美元。合約規定，簽約後八週內提交主要圖面供泰國鐵路局審核，圖面審核完成後七個半月開始交貨，每月交付50輛。1965年，100輛泰國守車在台北機廠製造完成後，全數以海運送往泰國，臺灣未保存任何車輛。
2018年，在文化部駐泰國代表處與泰國國家鐵路局協助下，尋獲編號BV.15092守車，該車輛於2018年10月3日運往林查班港待運。運送公司檢查車廂時發現煞車軸缺失，泰國鐵路局隨即提供替換零件。經過零件清點及外觀檢查後。於凌晨抵達基隆港完成通關，隨後運返臺北機廠。
泰國國家鐵路局後續協助尋找剩餘車廂，發現編號BV.15078的守車。經文化部駐泰組十個月洽談協調後，2019年12月以官方名義與泰國鐵路局簽訂合約，明確運輸時間。該車由曼谷阿皮瓦中央车站啟程運往林查班港，2020年3月下旬抵達基隆港，並由國家鐵道博物館接回典藏。

## 數據
- 型式：BV.15000型（15000為型號）
- 車號：BV.15000～BV.15100
- 載重：3公噸
- 換算噸數：空車10噸、重車12噸
- 車長：7,350 mm
- 車寬：2,800 mm
- 車高：3,236 mm
- 軌距：1,000 mm
- 皮重：9.85 t
- 最高車速：70 km/h

守車銘牌除印有臺鐵局標誌外，下方英文亦標示出廠地點「TAIPEI RAILWAY WORKSHOP」及出廠年份「1965」。

## 現況

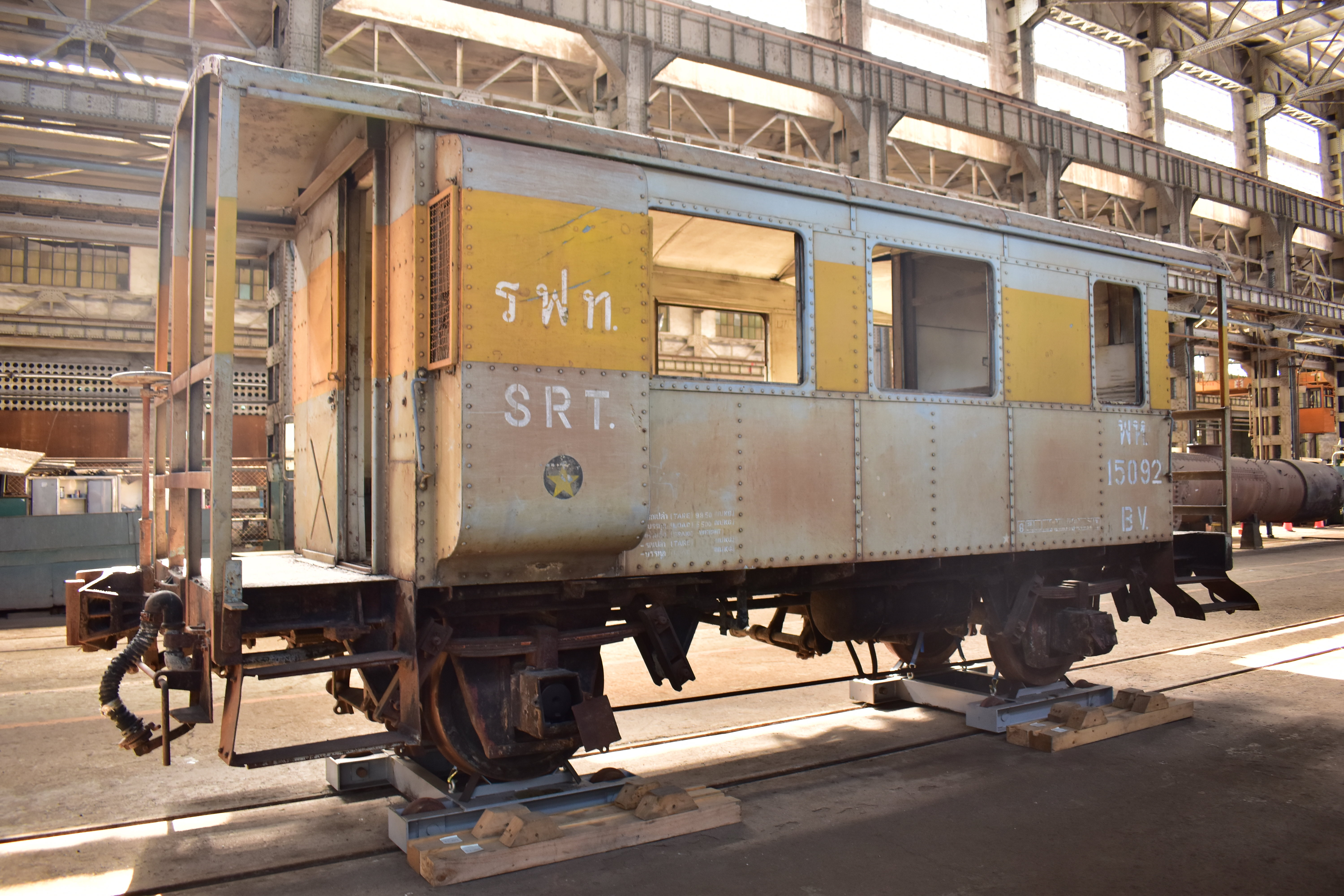
B.V.15092
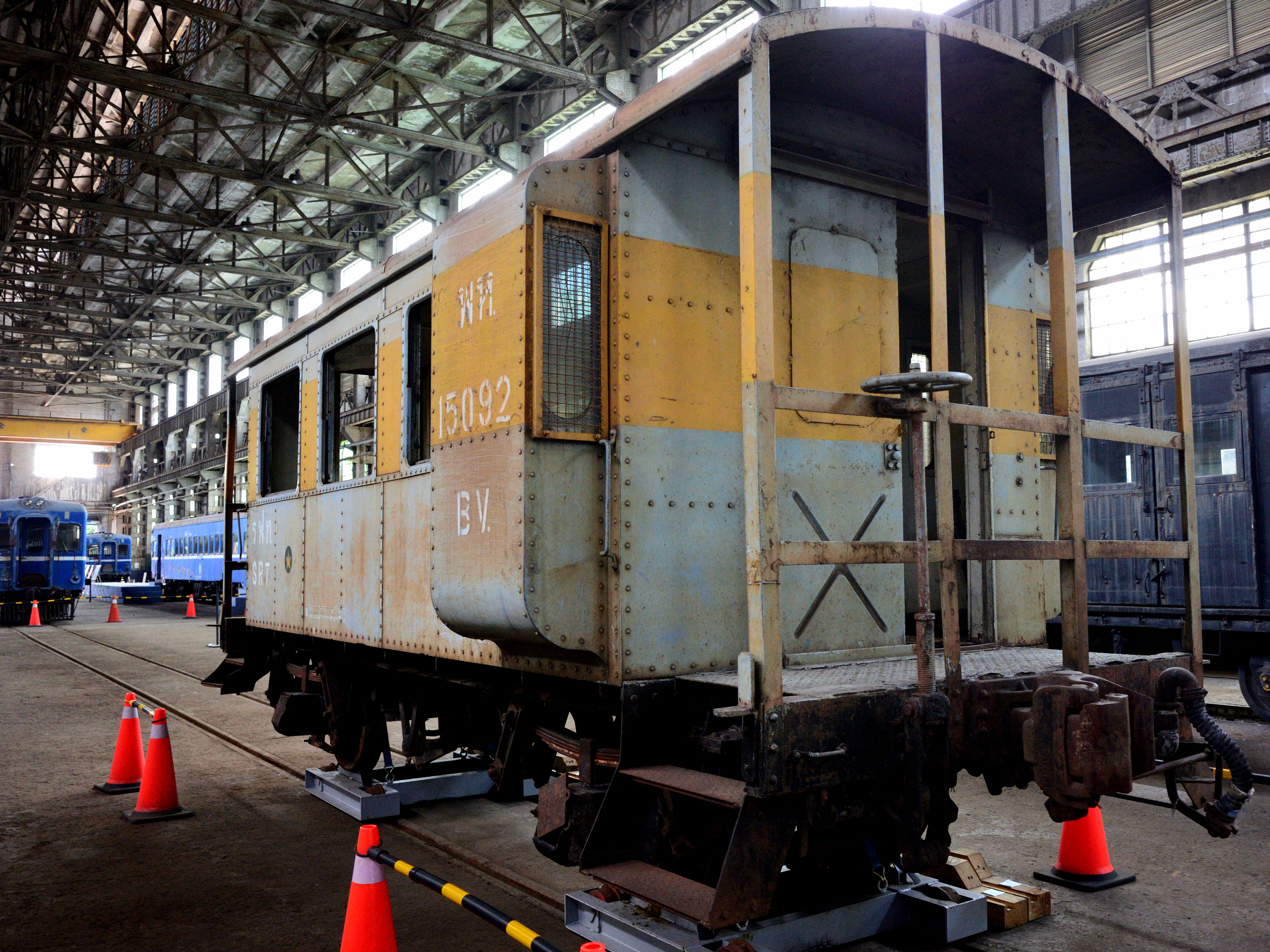
B.V.15092
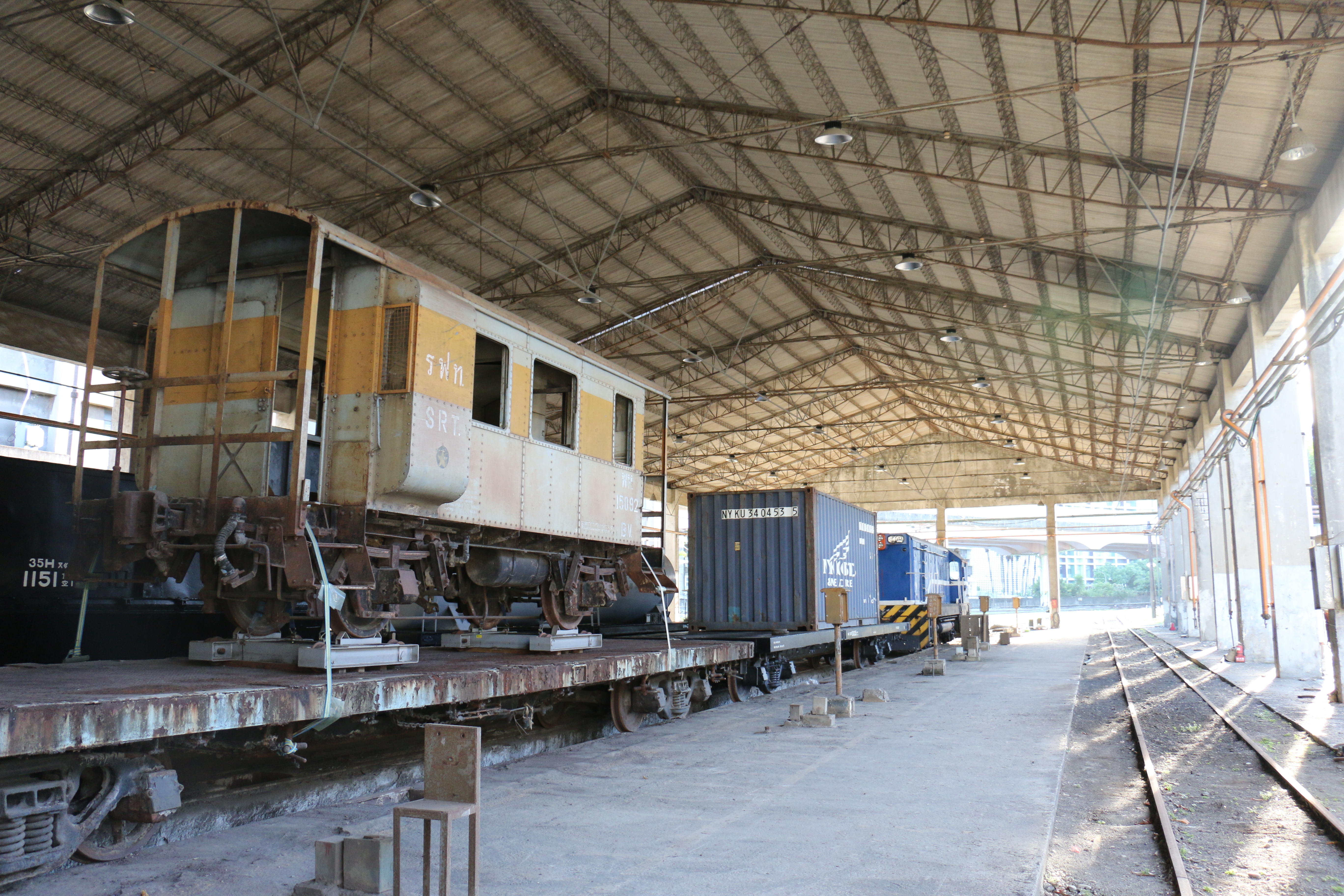
B.V.15092

- 保存車輛（共2輛）：

BV.15078：報廢後，2020年由國家鐵道博物館籌備處收購，納入館藏車輛之一。
BV.15092：報廢後，2018年由國家鐵道博物館籌備處收購，納入館藏車輛之一。
- 其他車輛（共1輛）：

BV.15079（廢棄中，現存於宋卡站）

## 註解
1. ↑  人間福報. . 人間福報.   [2025-08-13] （中文（臺灣））.
2. ↑  .   [2025-08-13]. （原始内容存档于2023-11-23）.
3. ↑  . www.phototaiwan.com.   [2025-08-13] （中文（臺灣））.
4. ↑  中央通訊社. . 中央社 CNA. 2018-10-03  [2025-08-13]. （原始内容存档于2024-12-17） （中文（臺灣））.
5. ↑  . ศูนย์ข้อมูลนโยบายมุ่งใต้ใหม่.   [2025-08-13] （泰语）.
6. ↑  中央通訊社. . 中央社 CNA. 2018-10-03  [2025-08-13]. （原始内容存档于2024-12-17） （中文（臺灣））.
7. ↑  看見泰國編輯團隊. . Vision Thai 看見泰國. 2018-10-08  [2025-08-13]. （原始内容存档于2025-01-26） （中文（繁體））.
8. ↑  中央通訊社. . 中央社 CNA. 2018-10-03  [2025-08-13]. （原始内容存档于2024-12-17） （中文（臺灣））.
9. ↑  . ศูนย์ข้อมูลนโยบายมุ่งใต้ใหม่.   [2025-08-13] （泰语）.
10. ↑  人間福報. . 人間福報新聞網.   [2025-08-13] （中文（臺灣））.
11. ↑  . 典藏文物│泰國守車回家啦！三大特色報你知～.   [2025-08-13]. （原始内容存档于2023-11-21）.
12. ↑  . www.bahnbilder.de.   [2025-08-13].

## 外部連結
- BV. 15000型外銷泰國守車 - 國家鐵道博物館官方網站